# Azerbaigian ai Giochi della XXXII Olimpiade
L'Azerbaigian ha partecipato ai Giochi della XXXII Olimpiade, che si sono svolti a Tokyo, Giappone, dal 23 luglio all'8 agosto 2021 (inizialmente previsti dal 24 luglio al 9 agosto 2020 ma posticipati per la pandemia di COVID-19) con una delegazione di 44 atleti impegnati in 13 discipline.

## Medaglie
| Riepilogo quotidiano | Riepilogo quotidiano | Riepilogo quotidiano | Riepilogo quotidiano | Riepilogo quotidiano | Riepilogo quotidiano |
| -------------------- | -------------------- | -------------------- | -------------------- | -------------------- | -------------------- |
| Giorno               | Data                 | Oro                  | Argento              | Bronzo               | Totale               |
| 7º                   | 30                   | 0                    | 0                    | 1                    | 1                    |
| 9º                   | 1                    | 0                    | 0                    | 1                    | 1                    |
| 11º                  | 3                    | 0                    | 0                    | 1                    | 1                    |
| 15º                  | 6                    | 0                    | 1                    | 0                    | 1                    |
| 16º                  | 7                    | 0                    | 2                    | 1                    | 3                    |
| Totale               | Totale               | 0                    | 3                    | 4                    | 7                    |

L'Azerbaigian ha vinto sette medaglie, con un considerevole calo rispetto alle 18 conquistate nella precedente edizione di Rio 2016; inoltre per la prima volta nella sua storia, la delegazione azera non è riuscita a portare a casa nessuna medaglia d'oro.

### Medagliere per disciplina
| Sport    | Oro | Argento | Bronzo | Totale |
| -------- | --- | ------- | ------ | ------ |
| Judo     | 0   | 0       | 1      | 1      |
| Karate   | 0   | 2       | 0      | 2      |
| Lotta    | 0   | 1       | 2      | 3      |
| Pugilato | 0   | 0       | 1      | 1      |
| Totale   | 0   | 3       | 4      | 7      |

### Medaglie di argento
| Medaglia | Nome           | Sport        | Evento           |
| -------- | -------------- | ------------ | ---------------- |
| Argento  | Irina Zaretska | Karate       | +61 kg femminile |
| Argento  | Rafael Ağayev  | Karate       | 75 kg maschile   |
| Argento  | Hacı Əliyev    | Lotta libera | 65 kg maschile   |

### Medaglie di bronzo
| Medaglia | Nome              | Sport              | Evento            |
| -------- | ----------------- | ------------------ | ----------------- |
| Bronzo   | Iryna Kindzers'ka | Judo               | +78 kg femminile  |
| Bronzo   | Rafiq Hüseynov    | Lotta greco-romana | 77 kg             |
| Bronzo   | Marija Stadnyk    | Lotta libera       | 50 kg femminile   |
| Bronzo   | Loren Alfonso     | Pugilato           | Pesi mediomassimi |

## Delegazione
| Sport            | Uomini | Donne | Totale |
| ---------------- | ------ | ----- | ------ |
| Atletica leggera | 1      | 1     | 2      |
| Badminton        | 1      | 0     | 1      |
| Pugilato         | 5      | 0     | 5      |
| Ciclismo         | 1      | 0     | 1      |
| Scherma          | 0      | 1     | 1      |
| Ginnastica       | 1      | 7     | 8      |
| Judo             | 7      | 2     | 9      |
| Karate           | 2      | 1     | 3      |
| Tiro             | 2      | 0     | 2      |
| Nuoto            | 1      | 1     | 2      |
| Taekwondo        | 1      | 1     | 2      |
| Triathlon        | 1      | 0     | 1      |
| Lotta            | 5      | 2     | 7      |
| Totale           | 28     | 16    | 44     |

## Risultati

### Atletica leggera
| Q | Qualificato al turno successivo per la posizione in qualificazione                                                           |
| q | Qualificato per il turno successivo per ripescaggio o, negli eventi su campo, conquistando la misura minima per qualificarsi |

Eventi su campo
| Atleta        | Evento                        | Qualifica | Qualifica | Finale          | Finale          |
| Atleta        | Evento                        | Misura    | Posizione | Misura          | Posizione       |
| ------------- | ----------------------------- | --------- | --------- | --------------- | --------------- |
| Nazim Babayev | Salto triplo maschile         | 16,72 m   | 15º       | Non qualificato | Non qualificato |
| Hanna Skydan  | Lancio del martello femminile | 69,57 m   | 16ª       | Non qualificata | Non qualificata |

### Badminton
| Atleta             | Evento           | Girone                  | Girone                    | Girone               | Girone | Ottavi               | Quarti               | Semifinale           | Finale               | Finale          |
| Atleta             | Evento           | Avversario Punteggio    | Avversario Punteggio      | Avversario Punteggio | Pos.   | Avversario Punteggio | Avversario Punteggio | Avversario Punteggio | Avversario Punteggio | Pos.            |
| ------------------ | ---------------- | ----------------------- | ------------------------- | -------------------- | ------ | -------------------- | -------------------- | -------------------- | -------------------- | --------------- |
| Ade Resky Dwicahyo | Singolo maschile | Nguyễn V (21–14, 21–18) | Antonsen P (16–21, 15–21) | N.D.                 | 2º     | Non qualificato      | Non qualificato      | Non qualificato      | Non qualificato      | Non qualificato |

### Ciclismo

#### Ciclismo su strada
| Atleta        | Evento         | Tempo | Posizione |
| ------------- | -------------- | ----- | --------- |
| Elchin Esedov | Corsa in linea | DNF   | DNF       |

### Ginnastica

#### Ginnastica artistica
Maschile
| Atleta        | Evento               | Qualificazione | Qualificazione | Qualificazione | Qualificazione | Qualificazione | Qualificazione | Qualificazione | Qualificazione | Finale          | Finale          | Finale          | Finale          | Finale          | Finale          | Finale          | Finale          |
| Atleta        | Evento               | Attrezzo       | Attrezzo       | Attrezzo       | Attrezzo       | Attrezzo       | Attrezzo       | Totale         | Posizione      | Attrezzo        | Attrezzo        | Attrezzo        | Attrezzo        | Attrezzo        | Attrezzo        | Totale          | Posizione       |
| Atleta        | Evento               | CL             | C              | A              | V              | P              | S              | Totale         | Posizione      | CL              | C               | A               | V               | P               | S               | Totale          | Posizione       |
| ------------- | -------------------- | -------------- | -------------- | -------------- | -------------- | -------------- | -------------- | -------------- | -------------- | --------------- | --------------- | --------------- | --------------- | --------------- | --------------- | --------------- | --------------- |
| Ivan Tikhonov | Concorso individuale | 13.233         | 13.366         | 14.200         | 13.600         | 12.766         | 13.133         | 80.298         | 45º            | Non qualificato | Non qualificato | Non qualificato | Non qualificato | Non qualificato | Non qualificato | Non qualificato | Non qualificato |

Femminile
| Atleta           | Evento               | Qualificazione | Qualificazione | Qualificazione | Qualificazione | Qualificazione | Qualificazione | Finale          | Finale          | Finale          | Finale          | Finale          | Finale          |
| Atleta           | Evento               | Attrezzo       | Attrezzo       | Attrezzo       | Attrezzo       | Totale         | Pos.           | Attrezzo        | Attrezzo        | Attrezzo        | Attrezzo        | Totale          | Pos.            |
| Atleta           | Evento               | CL             | V              | T              | P              | Totale         | Pos.           | CL              | V               | T               | P               | Totale          | Pos.            |
| ---------------- | -------------------- | -------------- | -------------- | -------------- | -------------- | -------------- | -------------- | --------------- | --------------- | --------------- | --------------- | --------------- | --------------- |
| Marina Nekrasova | Concorso individuale | 12.000         | 12.666         | 12.266         | 10.833         | 48.232         | 70ª            | Non qualificata | Non qualificata | Non qualificata | Non qualificata | Non qualificata | Non qualificata |

#### Ginnastica ritmica
Femminile
| Atleta           | Evento               | Qualificazione | Qualificazione | Qualificazione | Qualificazione | Qualificazione | Qualificazione | Finale          | Finale          | Finale          | Finale          | Finale          | Finale          |
| Atleta           | Evento               | Attrezzo       | Attrezzo       | Attrezzo       | Attrezzo       | Totale         | Classifica     | Attrezzo        | Attrezzo        | Attrezzo        | Attrezzo        | Totale          | Classifica      |
| Atleta           | Evento               | Cerchio        | Palla          | Clavi          | Nastro         | Totale         | Classifica     | Cerchio         | Palla           | Clavi           | Nastro          | Totale          | Classifica      |
| ---------------- | -------------------- | -------------- | -------------- | -------------- | -------------- | -------------- | -------------- | --------------- | --------------- | --------------- | --------------- | --------------- | --------------- |
| Zohra Aghamirova | Concorso individuale | 23.000         | 23.400         | 21.500         | 19.900         | 87.800         | 18ª            | Non qualificata | Non qualificata | Non qualificata | Non qualificata | Non qualificata | Non qualificata |

| Atleta                                                                              | Evento             | Qualificazione | Qualificazione        | Qualificazione | Qualificazione | Finale          | Finale                | Finale          | Finale          |
| Atleta                                                                              | Evento             | Attrezzo       | Attrezzo              | Totale         | Classifica     | Attrezzo        | Attrezzo              | Totale          | Classifica      |
| Atleta                                                                              | Evento             | 5 nastri       | 3 clavette e 2 cerchi | Totale         | Classifica     | 5 nastri        | 3 clavette e 2 cerchi | Totale          | Classifica      |
| ----------------------------------------------------------------------------------- | ------------------ | -------------- | --------------------- | -------------- | -------------- | --------------- | --------------------- | --------------- | --------------- |
| Laman Alimuradova Zeynab Hummatova Yelyzaveta Luzan Narmina Samadova Darya Sorokina | Concorso a squadre | 36.700         | 37.650                | 74.350         | 10ª            | Non qualificate | Non qualificate       | Non qualificate | Non qualificate |

### Judo
Maschile
| Atleta             | Evento  | 64-esimi             | 32-esimi             | 16-esimi             | Quarti               | Semifinali           | Ripescaggio          | Finale/FB            | Posizione       |
| Atleta             | Evento  | Avversario Risultato | Avversario Risultato | Avversario Risultato | Avversario Risultato | Avversario Risultato | Avversario Risultato | Avversario Risultato | Posizione       |
| ------------------ | ------- | -------------------- | -------------------- | -------------------- | -------------------- | -------------------- | -------------------- | -------------------- | --------------- |
| Karamat Huseynov   | −60 kg  | N.D.                 | McKenzie V 10–00     | Chkhvimiani P 00–10  | Non qualificato      | Non qualificato      | Non qualificato      | Non qualificato      | Non qualificato |
| Orkhan Safarov     | −66 kg  | N.D.                 | Serikzhanov P 00–10  | Non qualificato      | Non qualificato      | Non qualificato      | Non qualificato      | Non qualificato      | Non qualificato |
| Rustam Orujov      | −73 kg  | Bye                  | Mogushkov V 11–00    | Makhmadbekov V 11–00 | Ono P 00–10          | Non qualificato      | Gjakova V 11–00      | An C-r P 00–11       | 5º              |
| Murad Fatiyev      | −81 kg  | Bye                  | Harris V 10–00       | Mollaei P 00–10      | Non qualificato      | Non qualificato      | Non qualificato      | Non qualificato      | Non qualificato |
| Mammadali Mehdiyev | −90 kg  | Bye                  | Bozbayev V 10–00     | Igolnikov P 00–11    | Non qualificato      | Non qualificato      | Non qualificato      | Non qualificato      | Non qualificato |
| Zelym Kotsoiev     | −100 kg | N.D.                 | Iddir V 11–00        | El Nahas P 00–10     | Non qualificato      | Non qualificato      | Non qualificato      | Non qualificato      | Non qualificato |
| Ushangi Kokauri    | +100 kg | N.D.                 | Sarnacki V 10–00     | Silva P 00–10        | Non qualificato      | Non qualificato      | Non qualificato      | Non qualificato      | Non qualificato |

Femminile
| Atleta           | Evento | 32-esimi             | 16-esimi             | Quarti               | Semifinali           | Ripescaggio          | Finale/FB            | Pos.            |                 |
| Atleta           | Evento | Avversario Punteggio | Avversario Punteggio | Avversario Punteggio | Avversario Punteggio | Avversario Punteggio | Avversario Punteggio | Pos.            |                 |
| ---------------- | ------ | -------------------- | -------------------- | -------------------- | -------------------- | -------------------- | -------------------- | --------------- | --------------- |
| Aisha Gurbanli   | -48 kg | Costa P 00–11        | Non qualificata      | Non qualificata      | Non qualificata      | Non qualificata      | Non qualificata      | Non qualificata | Non qualificata |
| Iryna Kindzerska | +78 kg | Bye                  | Cerić V 10–00        | Han M-j V 11–00      | Sone P 00–10         | Bye                  | Xu Sy V 10–00        |                 |                 |

### Karate
Kumite
| Atleta              | Evento           | Girone               | Girone               | Girone               | Girone               | Girone | Semifinali           | Finale               | Pos.            |
| Atleta              | Evento           | Avversario Punteggio | Avversario Punteggio | Avversario Punteggio | Avversario Punteggio | Pos.   | Avversario Punteggio | Avversario Punteggio | Pos.            |
| ------------------- | ---------------- | -------------------- | -------------------- | -------------------- | -------------------- | ------ | -------------------- | -------------------- | --------------- |
| Firdovsi Farzaliyev | 67 kg maschile   | Şamdan P 1–7         | Sago V 1–0           | Assadilov P 2–6      | El-Sawy P 0–1        | 5º     | Non qualificato      | Non qualificato      | Non qualificato |
| Rafael Aghayev      | 75 kg maschile   | Bitsch V 2–1         | Yahiro V 5–0         | Azhikanov V 3–2      | Busà P 1–3           | 2º Q   | Hárspataki V 7–0     | Busà P 0–1           |                 |
| Irina Zaretska      | +61 kg femminile | Uekusa V 4–1         | Semeraro V 3–2       | Berultseva P 4–5     | Hocaoğlu V 4–0       | 1ª Q   | Gong L V 7–2         | Abdelaziz P 0–2      |                 |

### Lotta

#### Libera
| Atleta         | Evento          | Ottavi               | Quarti               | Semifinali           | Ripescaggio          | Finale / FB                       | Pos.            |
| Atleta         | Evento          | Avversario Risultato | Avversario Risultato | Avversario Risultato | Avversario Risultato | Avversario Risultato              | Pos.            |
| -------------- | --------------- | -------------------- | -------------------- | -------------------- | -------------------- | --------------------------------- | --------------- |
| Haji Aliyev    | 65 kg maschile  | Diatta V 3–0         | Niyazbekov V 3–1     | Punia V 3–1          | Bye                  | Otoguro P 1–3                     |                 |
| Turan Bayramov | 74 kg maschile  | Mychajlov V 3–1      | Chamizo P 1–3        | Non qualificato      | Non qualificato      | Non qualificato                   | Non qualificato |
| Kyle Snyder    | 97 kg maschile  | Sadulaev P 0–3       | Non qualificato      | Non qualificato      | Odikadze V 3–1       | Salas P 1–3                       | 5º              |
| Mariya Stadnik | 50 kg femminile | Oršuš V 3–1          | Hamdi V 4–0          | Susaki P 0–4         | Bye                  | Finale 3º posto Tsogt-Ochir V 4–0 |                 |
| Elis Manolova  | 68 kg femminile | Oborududu P 1–4      | Non qualificata      | Non qualificata      | Zhumanazarova P 1–3  | Non qualificata                   | Non qualificata |

#### Greco-romana
| Atleta         | Evento         | Ottavi               | Quarti               | Semifinali           | Ripescaggio          | Finale / FB                   | Pos.            |
| Atleta         | Evento         | Avversario Risultato | Avversario Risultato | Avversario Risultato | Avversario Risultato | Avversario Risultato          | Pos.            |
| -------------- | -------------- | -------------------- | -------------------- | -------------------- | -------------------- | ----------------------------- | --------------- |
| Rafig Huseynov | 77 kg maschile | Kessidis V 3–1       | Makhmudov P 1–4      | Non qualificato      | Maafi V 4–1          | Finale 3º posto Chalyan V 3–1 |                 |
| Islam Abbasov  | 87 kg maschile | Grégorich P 1–3      | Non qualificato      | Non qualificato      | Non qualificato      | Non qualificato               | Non qualificato |

### Nuoto
| Atleta                 | Evento                   | Batterie | Batterie  | Semifinali      | Semifinali      | Finale          | Finale          |
| Atleta                 | Evento                   | Tempo    | Posizione | Tempo           | Posizione       | Tempo           | Posizione       |
| ---------------------- | ------------------------ | -------- | --------- | --------------- | --------------- | --------------- | --------------- |
| Maksym Shemberev       | 400 m misti maschili     | 4'19"40  | 26º       | N.D.            | N.D.            | Non qualificato | Non qualificato |
| Maryam Sheikh Alizadeh | 100 m farfalla femminili | 1'01"37  | 30ª       | Non qualificata | Non qualificata | Non qualificata | Non qualificata |

### Pugilato
| Atleta              | Evento                     | 16-esimi             | Ottavi               | Quarti               | Semifinali           | Finale               | Pos.            |
| Atleta              | Evento                     | Avversario Punteggio | Avversario Punteggio | Avversario Punteggio | Avversario Punteggio | Avversario Punteggio | Pos.            |
| ------------------- | -------------------------- | -------------------- | -------------------- | -------------------- | -------------------- | -------------------- | --------------- |
| Tayfur Aliyev       | Pesi piuma maschile        | Văn Đương P 2–3      | Non qualificato      | Non qualificato      | Non qualificato      | Non qualificato      | Non qualificato |
| Javid Chalabiyev    | Pesi leggeri maschile      | Khartsyz V 5–0       | Bachkov P 1–4        | Non qualificato      | Non qualificato      | Non qualificato      | Non qualificato |
| Lorenzo Sotomayor   | Pesi welter maschile       | Madiev P RSC-I       | Non qualificato      | Non qualificato      | Non qualificato      | Non qualificato      | Non qualificato |
| Loren Alfonso       | Pesi mediomassimi maschile | Bye                  | Ruzmetov V 4–1       | Malkan V 5–0         | López P 0–5          | Non qualificato      |                 |
| Mahammad Abdullayev | Pesi supermassimi maschile | Latypov V 3–1        | Jalolov P 0–5        | Non qualificato      | Non qualificato      | Non qualificato      | Non qualificato |

### Scherma
| Atleta      | Evento                         | Trentaduesimi        | Sedicesimi           | Ottavi di finale     | Quarti di finale     | Semifinali           | Finale               | Pos.            |
| Atleta      | Evento                         | Avversario Risultato | Avversario Risultato | Avversario Risultato | Avversario Risultato | Avversario Risultato | Avversario Risultato | Pos.            |
| ----------- | ------------------------------ | -------------------- | -------------------- | -------------------- | -------------------- | -------------------- | -------------------- | --------------- |
| Anna Bashta | Sciabola individuale femminile | Bye                  | Stone V (15–9)       | Nikitina P (13–15)   | Non qualificata      | Non qualificata      | Non qualificata      | Non qualificata |

### Taekwondo
| Atleta      | Evento          | Qualificazioni       | Ottavi               | Quarti               | Semifinali           | Ripescaggio          | Finale / FB          | Pos.            |
| Atleta      | Evento          | Avversario Punteggio | Avversario Punteggio | Avversario Punteggio | Avversario Punteggio | Avversario Punteggio | Avversario Punteggio | Pos.            |
| ----------- | --------------- | -------------------- | -------------------- | -------------------- | -------------------- | -------------------- | -------------------- | --------------- |
| Milad Beigi | 80 kg maschile  | Bye                  | Liu W-t V 15–11      | Rafalovich P 1–12    | Non qualificato      | Non qualificato      | Non qualificato      | Non qualificato |
| Mayu Hamada | 67 kg femminile | Bye                  | McPherson P 5–8      | Non qualificata      | Non qualificata      | Non qualificata      | Non qualificata      | Non qualificata |

### Tiro a segno/volo
| Atleta       | Evento                                | Qualificazione | Qualificazione | Finale          | Finale          |
| Atleta       | Evento                                | Punteggio      | Classifica     | Punteggio       | Classifica      |
| ------------ | ------------------------------------- | -------------- | -------------- | --------------- | --------------- |
| Ruslan Lunev | Carabina 10 m aria compressa maschile | 574            | 20º            | Non qualificato | Non qualificato |
| Ruslan Lunev | Pistola 25 m automatica maschile      | 567            | 21º            | Non qualificato | Non qualificato |
| Emin Jafarov | Skeet maschile                        | 116            | 26º            | Non qualificato | Non qualificato |

### Triathlon
| Atleta            | Evento               | Nuoto  | T1    | Ciclismo | T2    | Corsa    | Totale   | Classifica |
| ----------------- | -------------------- | ------ | ----- | -------- | ----- | -------- | -------- | ---------- |
| Rostyslav Pevtsov | Individuale maschile | 18'27" | 0'39" | 1h16'56" | 0'33" | 1h41'35" | 1h50'46" | 41º        |